# فيلادراو
بلدية فيلادراو (بالإسبانية: Viladrau) هي بلدية تقع في مقاطعة جرندة التابعة لمنطقة كتالونيا شمال شرق إسبانيا.

## الديموغرافيا
بلغ عدد سكان بلدية فيلادراو 1.102 نسمة عام 2011 (وفقاً للمعهد الوطني الإسباني للإحصاء).
| 866 | 856 | 879 | 982 | 1.036 | 1.100 | 1.102 |